# Championnat de Belgique de go
Le championnat de Belgique de go est une compétition de go organisée chaque année par la Fédération Belge de Go.

## Sources et références
1. ↑   Règlement consultable sur http://www.gofed.be/node/55/
2. ↑   Liste des vainqueurs disponible sur http://www.gofed.be/node/260 ; pour le reste, on se reportera aux différents numéros de la revue Belgo, consultable en ligne via https://www.gofed.be/index.php?q=node/662
3. ↑  (en) « Results », sur gofed.be (consulté le 19 mai 2023).
4. ↑  https://www.gofed.be/files/gofed/tournaments/results/BC2016.txt
5. ↑  (en) « Results », sur gofed.be (consulté le 19 mai 2023).
6. ↑  (en) « Lucas Neirynck 10th time Belgian Champion ! », sur gofed.be (consulté le 19 mai 2023).
7. ↑  (en) « Lucas Neirynck is (for the 11th time) Belgian Champion ! », sur gofed.be (consulté le 19 mai 2023).
8. ↑  « Results Belgian Go Championship 2022 | Belgian Go Federation », sur www.gofed.be (consulté le 17 novembre 2023)
9. ↑  Sven Cuynt étant le joueur belge le mieux classé, il est déclaré Champion Belge de Go 2022.
10. ↑  « Lucas Neirynck, champion of Belgium 2023 ! | Belgian Go Federation », sur www.gofed.be (consulté le 17 novembre 2023)